# Vila Ribeiro de Barros
Vila Ribeiro de Barros é um bairro da cidade brasileira de São Paulo localizado na zona oeste da cidade, no distrito da Vila Leopoldina.